# Vardar

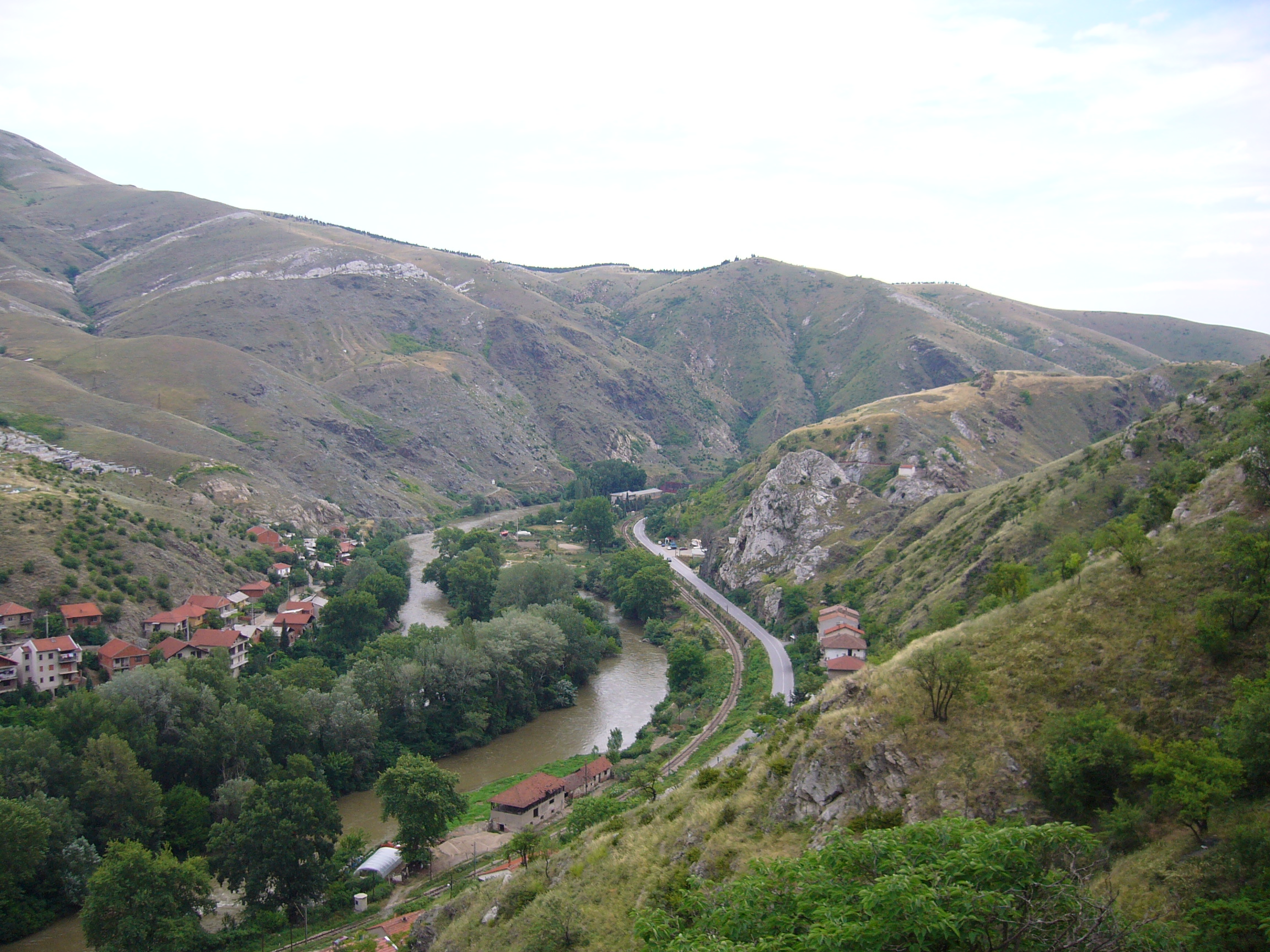
Velesravinen

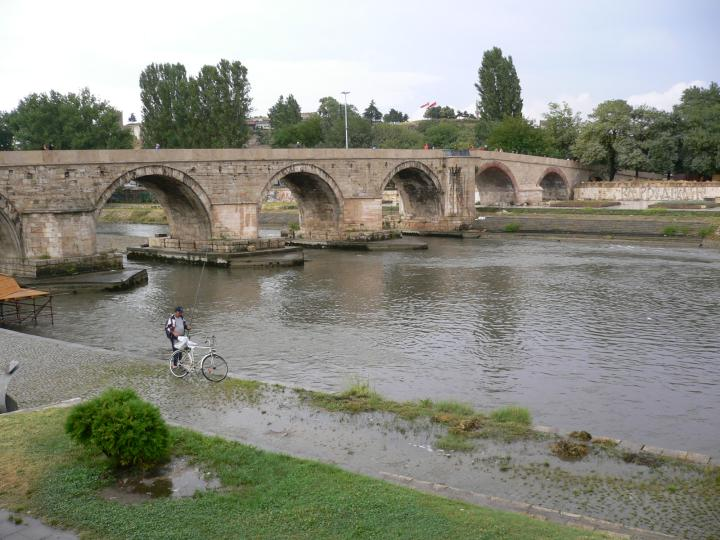
Vardar i Skopje.

Vardar (makedonska: Вардар, Vardar, grekiska: Axios eller Vardaris, albanska: Vardari) är en flod på Balkanhalvön. Dess avrinningsområde är omkring 23 000 km² och dess längd omkring 390 km.
Vardar är den viktigaste floden i Nordmakedonien och rinner genom huvudstaden Skopje och fortsätter därefter in i den norra grekiska regionen Mellersta Makedonien för att till slut rinna ut i det Egeiska havet väster om Thessaloniki.
Vardarbäckenet omfattar två tredjedelar av territoriet i Makedonien. Området kallas ibland för "Vardar Makedonien" efter floden för att skilja det från de två andra delarna av den historiska regionen Makedonien, det Egeiska Makedonien i norra Grekland och Pirinmakedonien (Blagoevgradregionen) i södra Bulgarien. Dalen består av bördig mark i Polog, och prefekturen Gevgelija och Thessaloniki. I övrigt omges floden av berg. Motorvägen mellan Skopje och Thessaloniki som heter A1 i Grekland och M1 i Nordmakedonien och som utgör en del av europavägen E75 går i dalen längs floden hela längden till i närheten av Skopje.
Floden avbildas på Skopjes stadsvapen, som i sin tur ingår i stadens flagga.

## Vardarecvind
Vardarec (eller Vardaris) är en kraftfull ihållande nordlig ravinvind som blåser genom älvdalen i Nordmakedonien samt genom det egeiska Makedonien. Till en början ned längs den kanal som Vardardalen bildar, vanligtvis som en lätt vind. När den stöter på de höga bergen som skiljer Grekland från Nordmakedonien sjunker den ned på andra sidan, samlar en enorm fart och ger kalla förhållanden till Thessaloniki. Något liknande mistralvinden i Frankrike, inträffar den när det atmosfäriska trycket över Sydösteuropa är högre än vid det Egeiska havet, vilket ofta är fallet vintertid.